# الرملة (بنها)
الرملة إحدى قرى مركز بنها التابع لمحافظة القليوبية بجمهورية مصر العربية.

## التاريخ
قرية الرملة من القرى القديمة، حيث وردت باسم «الرميلة» في أعمال الشرقية ضمن قرى الروك الصلاحي التي أحصاها ابن مماتي في كتاب قوانين الدواوين، كما وردت باسم «رملة بنها» في أعمال الشرقية ضمن قرى الروك الناصري التي أحصاها ابن الجيعان في كتاب «التحفة السنية بأسماء البلاد المصرية». وفي العصر العثماني وردت في التربيع العثماني الذي أجراه الوالي العثماني سليمان باشا الخادم في عصر السلطان العثماني سليمان القانوني ضمن قرى ولاية القليوبية، وفي تاريخ 1228هـ/1813م الذي عدّ قرى مصر بعد المسح الذي قام به محمد علي باشا باسم «الرملة» ضمن قرى مديرية القليوبية.

## أبرز الشخصيات

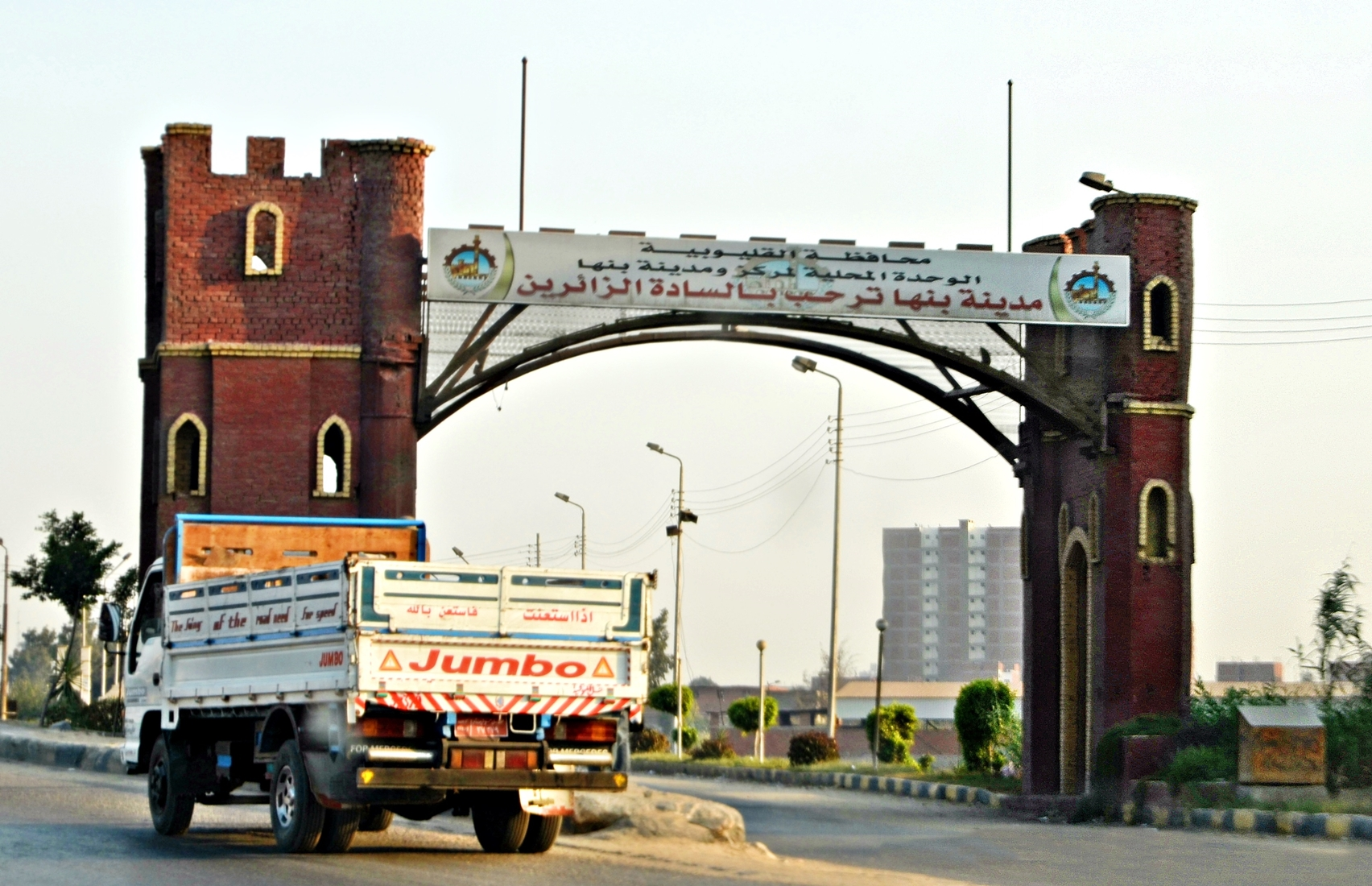
بوابة بنها علي طريق القاهرة - الإسكندرية الزراعي.

- عبد الحليم نور الدين دكتور وعالم آثار مصري
- أحمد فتحي لاعب كرة قدم لمنتخب مصر وفريق الاهلي

## السكان
بلغ عدد سكان الرملة 22,038 نسمة، حسب الإحصاء الرسمي لعام 2006.